# 小行星8670
小行星8670是一颗围绕太阳公转的小行星。1991年7月18日，亨利·德波鸿诺在拉西拉天文台发现了此天体。
这颗小行星的绝对星等为333.7557347000344等。